# Kecamatan Cidaun
Kecamatan Cidaun är ett distrikt i Indonesien.   Det ligger i provinsen Jawa Barat, i den västra delen av landet, 150 km söder om huvudstaden Jakarta.